# ブラック (歌手)

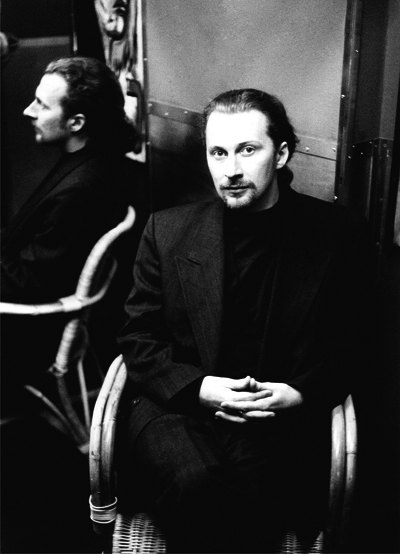
ブラック（1990年代）

ブラック（Black、1962年5月26日 - 2016年1月26日）の芸名で知られるコリン・ヴァーンコムは、イングランドのシンガーソングライターである。

## プロフィール
ブラックはイギリスのシンガーの芸名であるとともに、彼自身のバンド名でもある。楽曲「ワンダフル・ライフ」で知られている。
1980年代末ごろ、リヴァプールにてコリン・ヴァーンコムが中心となり3人組のバンド「ブラック」を結成。1981年元旦にデビューするも、18か月後に解散。
その後、紆余曲折の上、1986年2月に「ワンダフル・ライフ」をヴァーンコム一人のソロプロジェクト「ブラック」名義で発表、大ヒットにつながった。
その後、活動休止の期間もあったがコンスタントにアルバムを発表。
2016年1月12日、交通事故に巻き込まれて昏睡の後、2016年1月26日に死去した。

## ディスコグラフィ

### スタジオ・アルバム
- 『ワンダフル・ライフ』 - Wonderful Life (1987年) ※全英3位
- 『コメディー』 - Comedy (1988年)
- 『ブラック』 - Black (1991年)
- 『イェット?』 - Are We Having Fun Yet? (1993年)
- The Accused (1999年)
- Water on Snow (2000年)
- Smoke Up Close (2002年)
- Between Two Churches (2005年)
- The Given (2009年)
- Water on Stone (2009年)
- Blind Faith (2015年)

### 主なシングル
- 「ワンダフル・ライフ」 - "Wonderful Life" (1987年) ※全英8位。サントリーのバーボン、オールド・フォレスターCM曲